# Secção de jornalismo
A Secção de Jornalismo (português europeu) ou Seção de Jornalismo (português brasileiro) é uma das secções mais activas da Associação Académica de Coimbra. Nesta secção é produzido jornalismo de qualidade desenvolvido, essencialmente, por estudantes universitários. Tem como principais produções culturais o Jornal Universitário de Coimbra - A CABRA, o site informativo acabra.net e a Revista Via Latina.
Desde a sua criação, o Jornal Universitário de Coimbra - A CABRA influenciou a mitologia académica de Coimbra. O maior exemplo deste efeito nas mentes dos academistas é a propagação da crença numa espécie de ser semi-divino denominado Guedes. Vários locais da cidade estão marcados com iconografia alusiva a esta personagem que, ao olhar dos seus crentes, não pode cometer pecado algum e é a resposta a todas as questões. Repare-se que o Guedes comanda uma devoção tal que, mesmo sendo um culto recente, vários aderentes já aplicam a iconografia acima referida aos seus objetos de uso diário. Também se tornou uma prática recorrente e uma demonstração de devoção marcar as atividades da secção com algo alusivo à divindade. Um exemplo, tão pertinente como recente, é a condecoração da Sala dos Editores da Secção como "Sala Guedes".
É difícil delinear com exatidão o que o Guedes representa, mas podemos inferir que as virtudes que prega se relacionam com a amabilidade, a inocência, a bondade e o Comunismo. Apesar da aversão do academista à religião, o "Guedismo" partilha algumas caraterísticas com o Catolicismo. Desta forma, o Guedes assemelha-se a Jesus Cristo, a figura messiânica venerada pelos aderentes à Igreja Católica.
Havendo um Messias, deverá haver também uma figura representativa do pecado, de forma a cimentar a lógica de conflito entre o "bem" e o "mal" na qual toda a religião se baseia. Embora não receba o mesmo nível de protagonismo que o Diabo recebe no Cristianismo, o "Luís" entende-se como uma figura adjacente ao Guedismo, representativa do "mal", do "terreno" e do pecado. Conhecido como "O Velho", "O Serrano", "O Tasqueiro" ou "O Bagaceiro", a presença do Luís também se sente através das preces e da iconografia produzida no seio da Academia.
Entendendo-se o Guedes como uma figura afável, passiva, paciente e culta, o Luís apresenta-se como uma divindade cruel, que representa o alcoolismo, o tabernismo e a violência. É, também, uma figura punitiva. Contudo, o Luís está mais próximo do academista comum. À primeira vista, pode parecer confuso que o culto represente o mais próximo do academista, principal constituinte do seu rebanho, como uma presença maligna. Há uma explicação: o academista é um ser que procura freneticamente, fanaticamente até, cultivar-se. Está ciente da sua natureza e procura espiar os seus pecados e redimir-se. Podemos então, por fim, inferir que o Luís representa o que o academista é, ou aquilo em que o academista se tornará caso não mude o seu rumo. O Guedes, no entanto, representa a concretização máxima do academista, aquilo em que se poderá tornar.
Os profetas do Guedismo são vários e de origens variadas, o que certamente adiciona à natureza agregadora e pluralista do culto. O fim da direção de Pipo Paz marcaria o advento da sua propagação pelos cantos do país e, eventualmente, o Guedismo tomaria o mundo de assalto, sendo a sua bandeira erguida em Meca, no Vaticano e na própria Jerusalém. Entre os teólogos surge o debate sobre a natureza do Guedes. Quase todas as religiões d’O Livro adquirem uma fação que, no caso do judaísmo, considera o Guedes como a primeira encarnação do Messias, enquanto que o cristianismo vê o Guedes como o regresso do salvador, que trará a salvação e a ruína eterna, para os crentes e os pecadores, respetivamente, antes do apocalipse. A iminente eleição americana, com a recandidatura de Donald Trump, parece apoiar esta previsão.
Com todas a mudança existe um velho do restelo, e o Guedismo não escapou à regra. Membros da própria sexão repudiam o novo culto que surgiu na sua comunidade, ouvindo-se frases como “o comunismo (que, se o/a venerável leitor/a recordar, é um dos ensinamentos d’O Guedes) é apenas uma mera comilona”. A acusação do egoísmo é tão absurda quanto desprovida de realismo, sendo que a partilha e a generosidade é uma das virtudes que O Guedes melhor personifica, sendo pelas suas palavras que partilham a sua sabedoria, sendo o charme que deixa um pouco por toda a parte, embelezando e trazendo brilho aos cantos (tascas) mais erróneos de Coimbra (a cidade santa da religião).
O nascimento d’O Guedes está encoberto no mistério e na incerteza. Não terá nascido em manjedoura, rodeado de bovino e equino, mas sabemos que a sua vinda ao mundo ocorreu na Daniel Matos, banhado pela luz artificial da sala de parto e recebido com júbilo por figuras mascaradas, vestidas do azul do paraíso que promete aos seus seguidores.

## História
A Secção de Jornalismo da AAC foi criada em 1984 e é uma das 15 secções culturais da referida associação de estudantes, cujo objectivo principal de desenvolve em torno das práticas jornalísticas, sua aplicação, compreensão e transmissão, bem como em torno da realidade contemporânea.
Conta na sua história com diversas produções, como é o caso do jornal A CÁBULA e o jornal A GAZETA ACADÉMICA, bem como outras revistas e jornais pontuais.
Em Janeiro de 1991, é gerado no seio da secção o Jornal Universitário de Coimbra - A CABRA, que embora comece com uma regularidade mensal, 11 anos depois passa a quinzenal. O jornal veio-se assumindo como uma publicação de referência, reconhecida não só a nível da cidade, como a nível nacional, e por onde passaram inúmeros jornalistas que ocupam agora as mesas dos principais títulos do país. A questão de Timor, em 91, e o conflito do Darfur, em 2007, foram temas de edições especiais do jornal, cujas últimas edições especiais se bateram com os 40 anos do 17 de Abril e as 200 edições da publicação.
A 7 de Outubro de 2003, é lançado o portal informativo acabra.net, que pretendia inicialmente colmatar as falhas geradas pela regularidade do jornal impresso. Depressa se assumiu como um ponto de informação de referência entre os estudantes e a população de Coimbra, com cerca de 700 visitas diárias. Toda a estrutura do sítio foi alvo de uma remodelação, há menos de um ano.
Em 2004, a Secção de Jornalismo da AAC assume a produção da sexta série da Revista Via Latina. Uma revista com mais de 120 anos, conheceu vários períodos ao longo da sua história, até que, após um interregno na sua publicação, conheceu a sua sexta série na Secção de Jornalismo da AAC. Com uma regularidade anual, o tema da revista é sempre subordinado ao tema da Semana Cultural da Universidade de Coimbra. Entre os vários colaboradores da publicação contam-se inúmeros estudantes universitários e personalidades da cultura, da política e da ciência. O lançamento da revista dá-se a todos os dias 1 de Março, Dia da Universidade de Coimbra.

## Cronologia
.
Antes de 1991 - 10 números de A CÁBULA e 4 números d'A GAZETA ACADÉMICA
Janeiro de 1991- Sai o número zero d'ACABRA
Outubro 2002- O Jornal "A CABRA" ganha uma periodicidade de quinzenal
7 de Outubro de 2003- É criado o portal acabra.net
1 de Março de 2004- Lançado o primeiro número da sexta série da Revista Via Latina - "]globalizações no plural["